# 1600-е годы
1600-е (ты́сяча шестисо́тые) го́ды по григорианскому календарю — промежуток времени с 1 января 1600 года по 31 декабря 1609 года, включающий 1600 год 10-го десятилетия XVI века  и с 1601 по 1609 годы    1-го десятилетия XVII века 2-го тысячелетия.  Они закончились 416 лет назад.

## Важнейшие события
- Нидерландская революция (1568—1648). Основана Голландская Ост-Индская компания (1602). Испанский флот уничтожен в битве при Гибралтаре (1607). Начало Двенадцатилетнего перемирия (1609—1621). Голландско-португальская война (1602—1661).
- Англо-испанская война завершена (1585—1604; Лондонский мир).
- Смутное время (1598—1613). 
  - Правление Годунова (1598—1605). Великий голод (1601—1603).
  - Правление Лжедмитрия I (1605—1606).
  - Правление Шуйского (1606—1610). Восстание Болотникова (1606—1607). Лжедмитрий II (1607—1610).
- Английская Ост-Индская компания создана (1600) .
- Объединение Японии завершило период Сэнгоку («Эпоха воюющих провинций»), начался период Эдо (1603—1868).
- Неудавшийся Пороховой заговор (1605) в Англии усугубил положение католиков.
- Голландский мореплаватель Янсзон, Биллем открыл Австралию (1606).
- Основана первая колония англичан на территории современных США — Джеймстаун (1607). Экспедиции Гудзона (1607—1611).
- Начало полноценной колонизации французами Северной Америки. Основан город Квебек (1608).
- Основаны Евангелическая уния (1608) и Католическая лига (1609).

## Культура

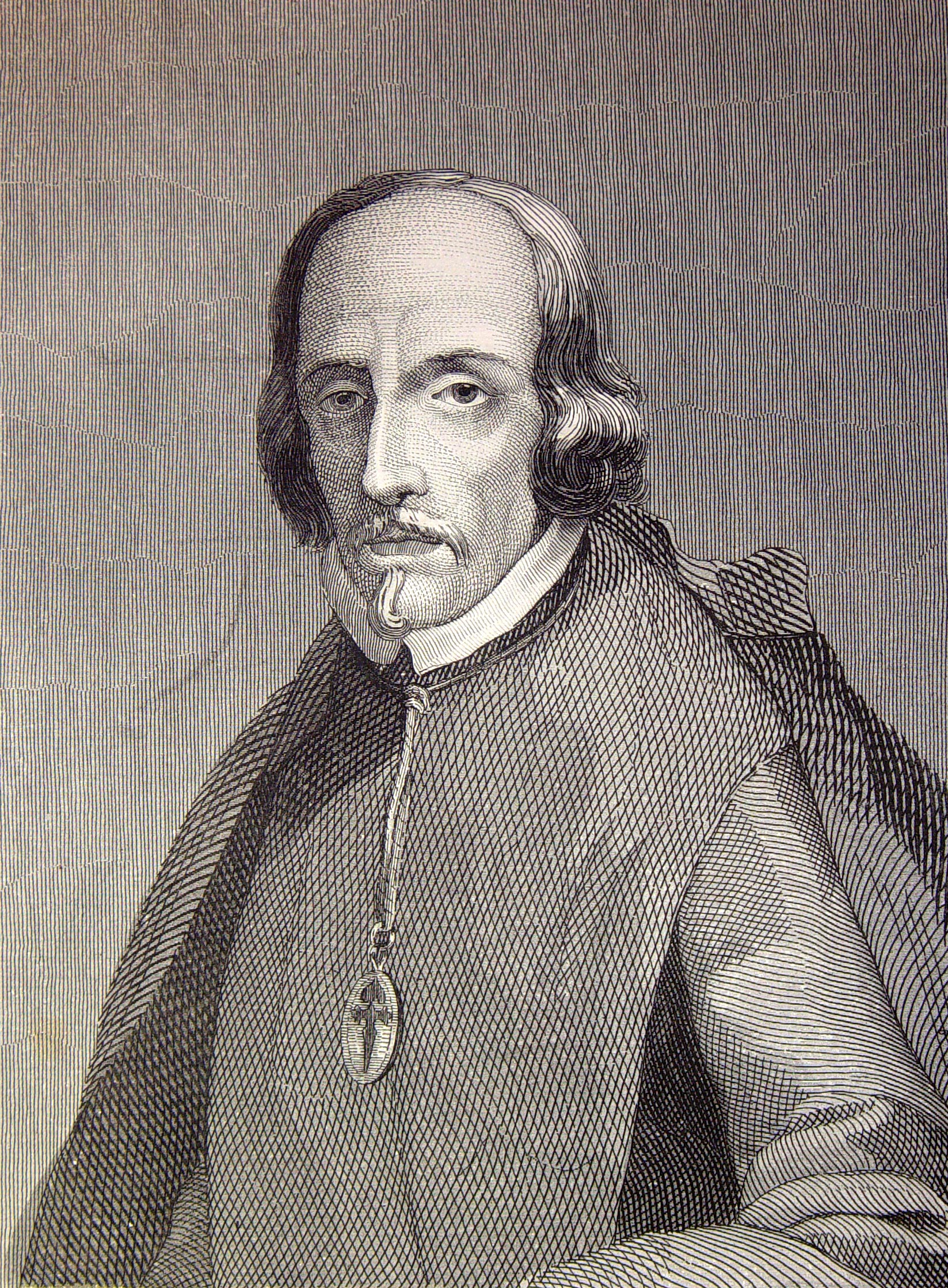
Педро Кальдерон де ла Барка

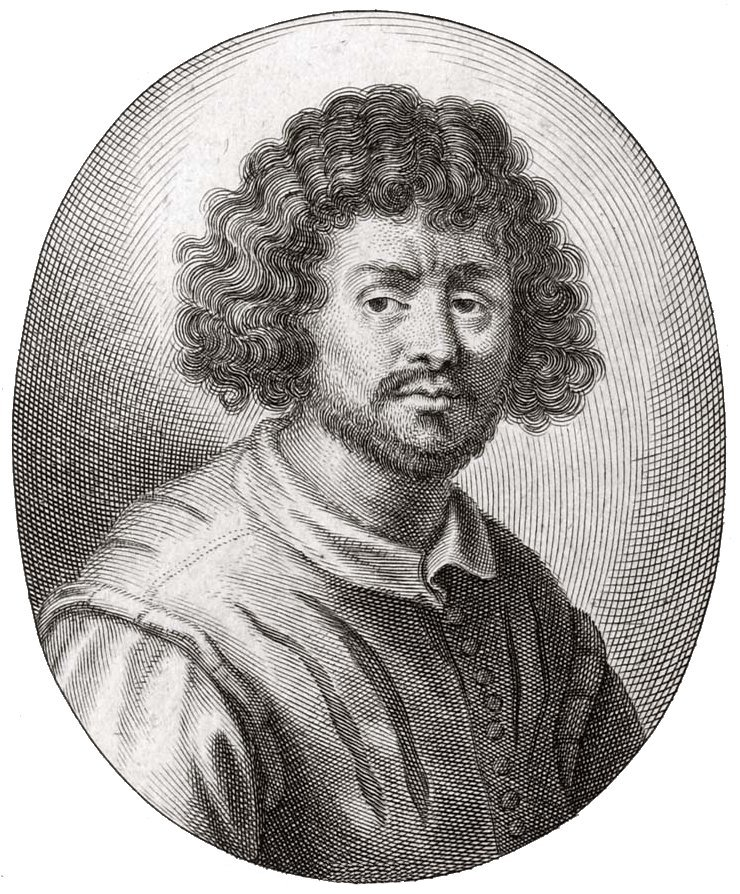
Клод Лоррен

- Публично сожжён Джордано Бруно (1600).
- Мануфактура Гобеленов (1601).

### Живопись
- Эль Греко (1541—1614). «Вид Толедо» (1600).
- Бартоломеус Шпрангер (1546—1611). «Анджелика и Медор» (1600).
- Адам Эльсхаймер (1578—1610). «Бегство в Египет» (1609).

### Музыка
- Музыка эпохи барокко (1600—1760).
- Джакопо Пери и Джулио Каччини написали оперу «Эвридика» (1600).
- Монтеверди, Клаудио (1567—1643), композитор. «Орфей» (1607).
- Приблизительно в это время появляется новый музыкально-театральный жанр интермеццо.

### Архитектура

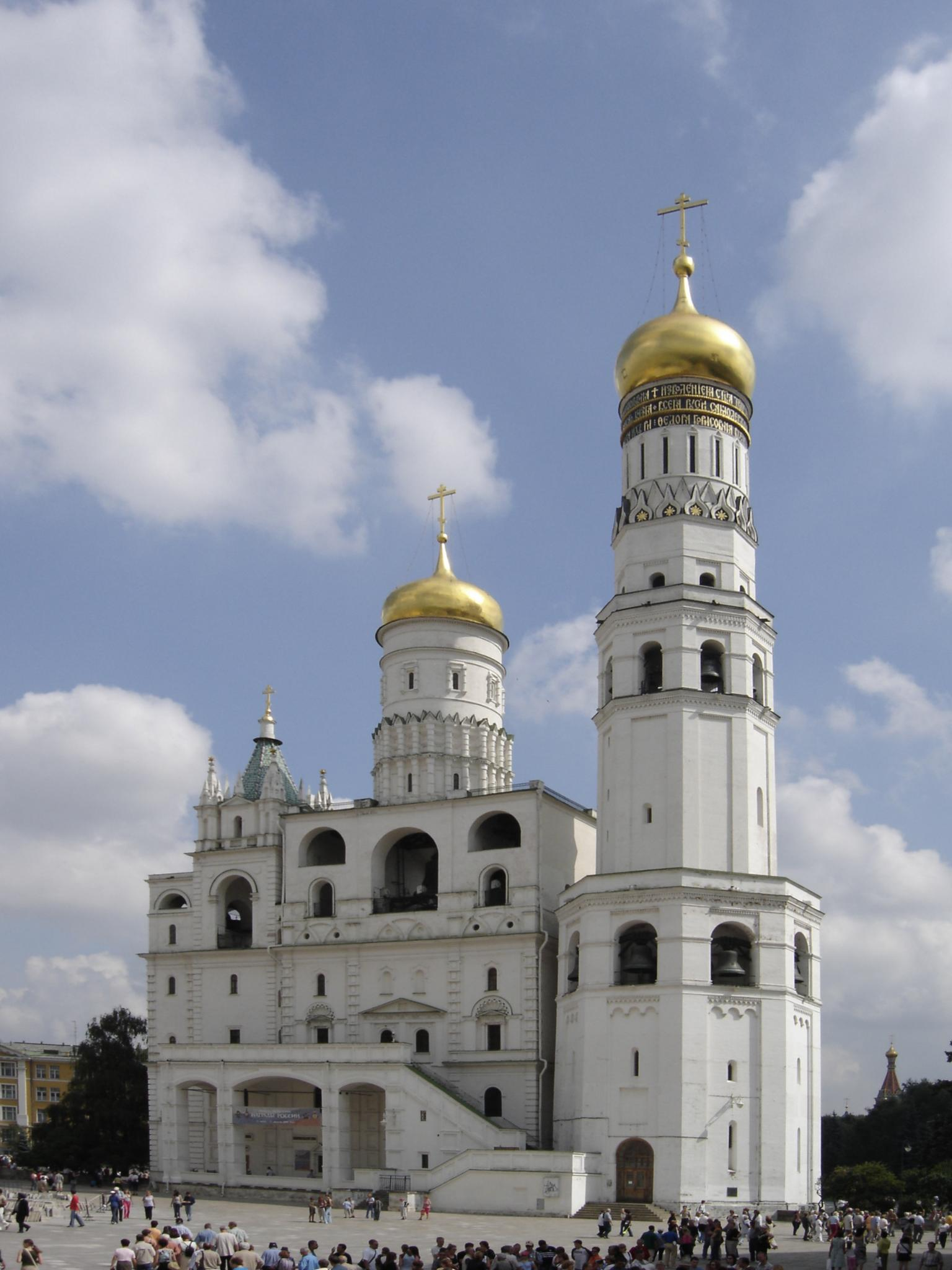
Колокольня Ивана Великого

- Во Львове начали возводить Бернардинский костёл.
- В Бутане по инициативе Шабдрунга началось активное строительство дзонгов.
- В московском Кремле построена колокольня Ивана Великого.

### Наука и техника
- Опубликована книга английского физика и врача Уильяма Гильберта «О магните, магнитных телах и о большом магните — Земле»[англ.] (1600), где впервые описываются магнитные и многие электрические явления, вводятся термины «электричество», «электрическая сила» и «электрическое тяготение». Сочинение Гильберта содержит множество наблюдений и догадок, смешанных с фантастическими объяснениями в духе средневековых алхимиков. За свои исследования Гильберт получил титул «отца электричества».
- Академия рысеглазых (1603).
- Телескоп Галилея (1609).
- «Новая астрономия» (1609; Иоганн Кеплер).
- Кваден, Маттиас, немецкий географ и картограф, написал «Compendium universi, complectens geographic, descriptionum l. V».

## Годы

### 1600
- 1 октября − венчание княгини Софии Слуцкой и Януша Радзивила, князя Несвижского.
- 8 октября — в республике Сан-Марино была принята конституция.
- Сражение при Ньювпорте между испанцами и голландцами.
- Образование английской Ост-Индийской компании. Королевская хартия на монополию торговли с Индией.
- Началась польско-шведская война (1600—1611)
- Польское посольство в Москву во главе с Львом Сапегой, предлагавшее заключить «вечный мир» на условиях передачи Польше Смоленска, Чернигово-Северской земли. Предложение отвергнуто. Русско-польское перемирие на 20 лет.
- Русское посольство в Англию, которое стремилось изменить отношения Англии с Турцией, но безуспешно.
- Ураз-Мухаммед царём Борисом Годуновым был пожалован Касимовским ханством.
- Кара Язынджи завладел Кайсери и объявил себя султаном.
- Михай Храбрый объединяет с Валахией под своей властью Молдавское княжество.
- Иштеряк становится бием Ногайской орды (1600—1606).
- 21 октября − Битва при Сэкигахара. В кровопролитной битве Токугава разгромил своих соперников (юго-западных феодалов). Перенесение столицы Японии из Киото в Эдо (Токио).
- Перенесение столицы Японии из Киото в Эдо (Токио).
- Присоединение к империи Моголов Бурханпура и Ахмеднагара.
- В Японию приехал англичанин Адамс. Токугава поручил ему обучать японцев судостроению.
- Генрих IV предоставил «компании Канады и Акадии» исключительное право основывать поселения и вести торговлю в бассейне реки св. Лаврентия.

### 1601
- 10 января — Английская Ост-Индская компания получила право монопольной торговли на полуострове Индостан, в Индокитае и на островах Юго-восточной Азии.
- Парламент Англии выступил против практики продажи короной патентов на монополии, и королева Елизавета I объявила о запрещении продажи.
- Герцог Лерма направил к берегам Англии флот в 50 кораблей, но тот был потрёпан бурей. Испанский отряд высадился в Кинсале (Ирландия), но был разбит. Маунтджой разбил у Кинсала ирландцев.
- 8 февраля — Граф Эссекс и его сторонники вышли на улицы Лондона, планируя поднять восстание, но их легко разогнали. Тайный совет приговорил Эссекса к смерти. Конец февраля — Его казнь.
- 1601—1611 — Польско-шведская война.
- 1601—1604 — Осада испанцами Остенде (Фландрия).
- Учреждение Комиссии торговли во Франции.
- Франция теряет округ Салуццо и получает Южную Бургундию. Присоединение к Франции Бресса и Бюжея от Пьемонта.
- Магнаты Трансильвании, находившиеся в сговоре с молдавским боярством, двинули войско на Валахию и разбили в сражении Михая. Михай бежал и вскоре был убит.
- 1601—1602 — Князь Трансильвании Сигизмунд Баторий (вторично).
- Восстание белорусских крестьян в районе Витебска и Полоцка, соединившихся с отрядом казаков.
- Григорий Отрепьев появился в Киево-Печерском монастыре, а затем у киевского воеводы князя Константина Острожского.
- Нурхаци завершил объединение племён чжурчжэней и организовал войско («Восьмизнамённая армия»).
- Восстание горожан в Учане против Чэнь Фына.
- Восстание ткачей в Сучжоу под предводительством Гэ Сяня.
- Китай решил вывести из Кореи войска, но корейский ван просил не делать этого, ссылаясь на напряжённое внутреннее положение.

### 1603
- В Англии впервые введён в употребление термин «стенография»
- 20 марта — Генеральные Штаты Голландии утвердили договор об образовании Ост-Индской компании в результате слияния шести торговых компаний. Ей на 21 год предоставлено монопольное право торговли в Индийском и Тихом океанах.
- Казнь во Франции заговорщика — маршала Бирона.
- 1602—1603 — Выступления крестьян и казаков в окрестностях Гомеля, Речицы, Быхова, Орши, Мстиславля.
- Португальцы теряют Бахрейн.
- Выступление горожан в Цзиндэчжэне (Цзянси).
- Торговый договор английского капитана Ланкастера с султаном Аче. На обратном пути Ланкастер встретил и ограбил португальский корабль.

### 1604
- Мир Англии и Испании.
- Речь Якова I на церковной конференции в Гемптон-Корте. Начало преследований пуритан в Англии.
- 1604—1611 — Первый парламент Якова I. Не дал Якову достаточных средств.
- 1604—1611 — Король Швеции Карл IX.
- Магистрат Риги пошёл на уступки бюргерству, допустив представителей гильдии к управлению городскими финансами.
- 1604—1606 — Отряды гайдуков приняты на службу венгерским феодалом Иштваном Бочкаи, который привлекал их против Габсбургов и дал им ряд привилегий. В движении участвует Габор Бетлен. Бочкаи освободил от австрийцев значительную часть Венгрии.
- Март — Лжедмитрий I был принят в Кракове Сигизмундом. Лжедмитрий тайно перешёл в католицизм. Конец октября — Начало похода Лжедмитрия на Москву.
- Основан город Томск.
- 1604—1605 — Неудачный поход русских в Дагестан против турок.
- Компания нормандских купцов положила начало французским колониальным владениям в Канаде.

### 1605
- 8 апреля — Шведский король Карл XI распорядился основать город Оулу (ныне Финляндия).
- 1605 — Папа Лев XI.
- 1605—1621 — Папа Павел V (Камилло Боргезе) (1552—1621).
- 1605—1606 — Князь Трансильвании Иштван Бочкаи (1557—1606).
- Шведское правительство предлагало Годунову помощь против поляков.
- 1 (11) июня — в Москве свергнут с престола и заключён под домашний арест царь Фёдор II Борисович Годунов.
- 20 июня — въезд Димитрия (Дмитрия) — Лжедмитрия I в Москву.
- 30 июля — в Успенском соборе было совершено венчание Димитрия (Дмитрия) — Лжедмитрия I на царство.
- 5 ноября — «Пороховой заговор» в Англии — первая попытка террористического акта с помощью взрывчатых веществ. В этот день король Яков I должен был открыть заседание английского парламента. Католики-заговорщики с целью прекратить протестантское правление в стране уговорили 25-летнего Гая Фокса заложить бочки с порохом в подвале палаты лордов и взорвать их во время заседания. Заговор сорвался, так как правительство получило анонимное письмо, и 4 ноября Фокс был арестован. Под пыткой он рассказал всё, что знал, и 31 января следующего года был казнён. В Англии этот день отмечается как «День Гая Фокса».
- 22 ноября — В Кракове состоялось обручение по доверенности Марины Мнишек и Лжедмитрия I
- запорожские казаки нападают на Варну, где разбивают турецкий флот.
- Царь Кахети Александр убит по приказу Аббаса.
- 1605—1627 — Падишах Могольской империи Джахангир, сын Акбара.
- Восстание против Джагангира под руководством его сына Хусру. Подавлено с большой жестокостью.
- 12 апреля — По указу английского короля Якова I, который одновременно был королём Шотландии Яковом VI, введён новый флаг, позже получивший название «Юнион Джек». Так как Англия и Шотландия тогда были самостоятельными государствами, то флаг использовался как дополнительный на кораблях обеих стран, чтобы показать, что они служат одному государю.
- Яков I предоставил право собственности на землю и право на основание поселений в Северной Америке к северу от 40 параллели Плимутской компании, а к югу — Лондонской компании.
- Венский мир Габсбургов с Бочкаи. Ряд уступок Габсбургов венгерским феодалам.
- Ситваторокский мир Габсбургов с Турцией. Присоединение к Трансильвании от Габсбургов земель в Закарпатье.
- 20 июня — Началось Могилёвское городское восстание, антифеодальное движение ремесленников и городской бедноты. Подавлено в 1610 году. Крестьяне и мещане в районе Глуска разгромили шляхетский отряд.

### 1606
- 17 мая — Восстание в Москве против поляков. Убийство Лжедмитрия I.
- 1 июня — Начало царствования Василия IV Шуйского.
- К середине года — Крестьянское восстание под предводительством И. И. Болотникова.
- 23 сентября — Одержав победу над войсками царя Василия Шуйского в сражении при впадении реки Угры в реку Оку, Болотников занял Калугу
- Октябрь — декабрь — Осада Москвы войском Болотникова.
- 2 декабря — Под Москвой (у деревни Котлы) произошло решающее сражение, в ходе которого восставшие были разгромлены; Болотников с небольшим отрядом отступил к Калуге.
- Сражение при Тебризе между турками и персами.
- Первая встреча русских поселенцев и монгольских кочевников в пограничных районах Сибири.
- Восстание горожан в провинции Юньнань против налогового инспектора Ян Жуна. Жестоко подавлено.
- Плавание Торреса (капитана в экспедиции Кироса). Открытие пролива между Новой Гвинеей и Австралией. Присоединение к Испании островов Новые Гебриды и Туамоту.
- Судно голландца Виллема Янсзона (Янца) достигает северного побережья Австралии. Земля названа Новой Голландией.
- Архипелаг Туамоту был открыт португальским мореплавателем П. Киросом.

### 1607
- 25 апреля — Нидерландский флот уничтожает испанский в битве при Гибралтаре
- Крестьянское восстание в Англии (т. н. «Midland revolt»)
- Крестьянские выступления в центральных графствах Англии (Нортгемптоншир, Лестершир) против огораживаний.
- Восстание народных низов в Донауверте. Подавлено. Максимилиан Баварский присоединил Донауверт к своим владениям.
- Лето — «Рокошане» в Польше разбиты гетманом Жолкевским.
- Крестьянские волнения на Западной Украине.
- 1 мая — Начало полярной экспедиции Генри Гудзона по поиску северного пути из Атлантического океана в Тихий океан.
- 13 мая — Недалеко от мыса Генри в Чесапикском заливе (Восточное побережье США, штат Виргиния) на острове было основано первое в Северной Америке постоянное поселение европейцев.
- Первая английская колония в Северной Америке — Виргиния (переселенцы Лондонской компании).
- Торрес прибыл на Филиппинские острова и представил властям в Маниле отчёт о своих открытиях.
- 5 июня — Сражение на речке Восьма между правительственными войсками и армией повстанцев в ходе восстания И. И. Болотникова 1606—1607 годов.
- 12 июня — Сражение на речке Воронья между царскими войсками и повстанческой армией.
- 12 июня — Появление в Стародубе нового претендента на престол — Лжедмитрия II (Тушинский вор), которого также поддерживают поляки и казаки.
- 10 октября — Подавление восстания Ивана Болотникова

### 1608
- Май — Образование Протестантской («Евангелической») лиги в Германии. Поводом стал Донауверт. Главой лиги избран Фридрих V Пфальцский.
- Начало открытых военных столкновений между Рудольфом и его братом Матиашем. Борьба велась силами чужеземных наёмников.
- 1608—1617 — Король Венгрии Матиаш.
- 1608—1613 — Князь Трансильвании Гавриил Батори.
- Антифеодальное движение джелали в Сирии и Ливане во главе с Джанпулад-оглу. Джанпулад-оглу заключил договор с великим герцогом Тосканы. Турки жестоко расправились с восставшими, уничтожив до 100 тыс. человек.
- Создание Тушинского лагеря
- В Москву впервые прибыло посольство из Монголии. В Монголию отправилось русское посольство.
- Основание французами города Квебека в Канаде.

### 1609
- Февраль — Договор Василия Шуйского и Швеции. За присылку 15-тысячного отряда Россия обещает передать Корелу. Отряд начал наступление от Новгорода к Москве, но вскоре шведы отказались участвовать в военных действиях.
- Испания заключила с Голландией перемирие на 12 лет, признав их независимость и право вести торговлю в Индии и Юго-Восточной Азии. Устье Шельды закрыто для торговли, что обрекало Антверпен на разорение.
- Основание Амстердамского банка.
- Сентябрь — Эдикт о изгнании морисков из Валенсии в Северную Африку. Вскоре изданы эдикты об их изгнании из всех областей Испании.
- Объединение католических княжеств Германии накануне Тридцатилетней войны в союз, названный Католическая Лига. Главой её стал Максимилиан Баварский, сделавший командующим войском Лиги фельдмаршала барона фон Тилли.
- Июль — король Богемии (Чешское королевство) Рудольф II, когда чешские сословия пригрозили ему восстанием, вынужден был подписать «Грамоту величества», подтверждавшую «Чешскую конфессию». Все протестанты в Праге получают право иметь избранных «дефензоров».
- Весна — В Польше начинается подготовка к походу против России. Середина сентября — Польские войска перешли границу и осадили Смоленск.
- Дамасским пашой назначен военачальник Ахмед Хафиз. В его распоряжение присланы значительные силы из Анатолии. При поддержке арабских феодалов, в том числе Шихабов, он начал упорную борьбу с Фахр-ад-дином.
- Основание фактории англичан в Сурате.
- Нурхаци перестал посылать дань Китаю.
- Договор Японии и Кореи. Японцы допускались в один корейский порт Пусан.
- Присоединение к Англии Бермудских островов.
- Иезуиты обосновались в районе Ла-Платы (Парагвай).

## Родились

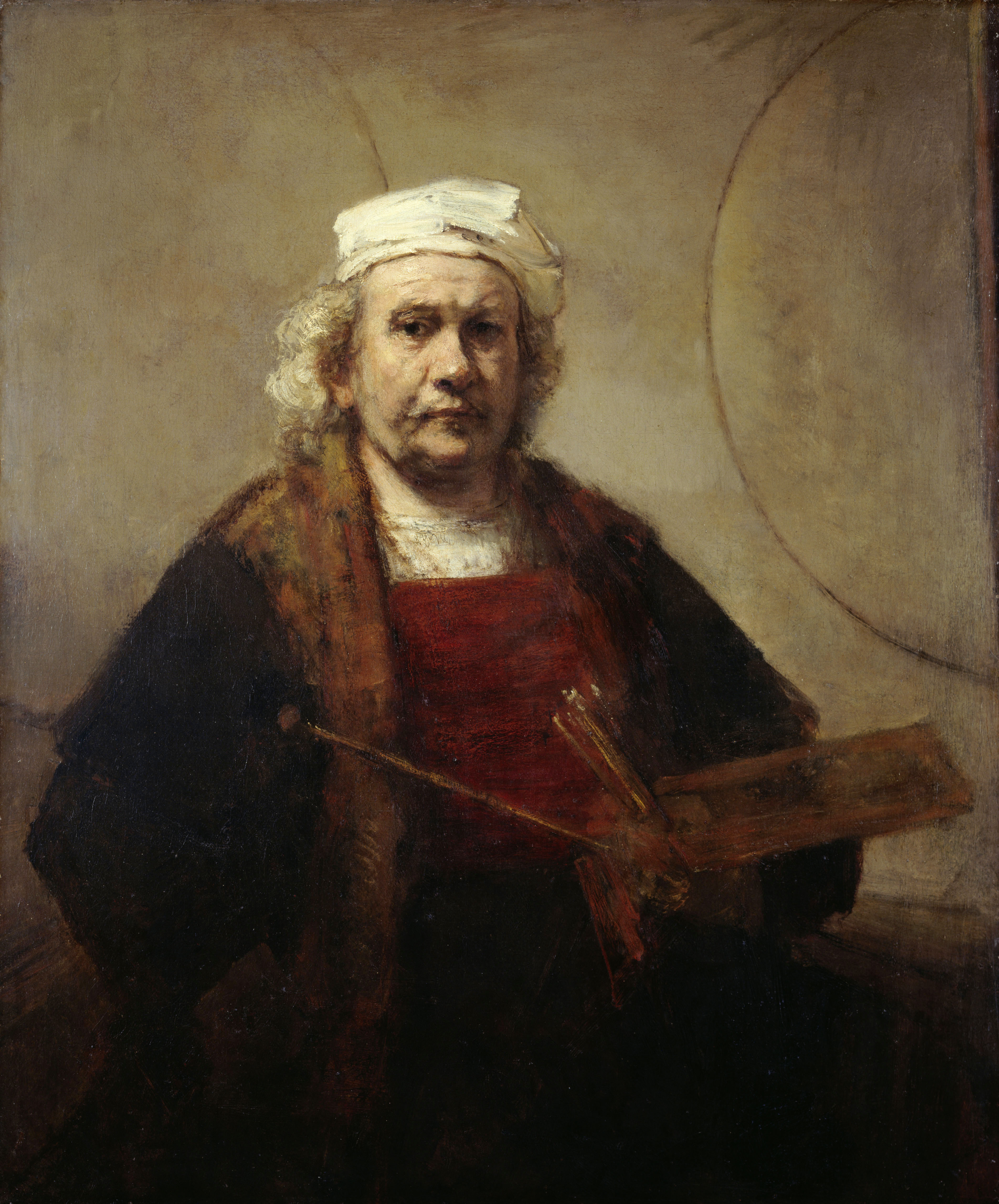
Рембрандт

- Карл I — король Англии, Шотландии и Ирландии с 27 марта 1625 года. Из династии Стюартов. Его политика абсолютизма и церковные реформы вызвали восстания в Шотландии и Ирландии и Английскую революцию. В ходе гражданских войн Карл I потерпел поражение, был предан суду парламента и казнён 30 января 1649 года в Лондоне.
- Климент IX — папа римский с 20 июня 1667 по 9 декабря 1669.
- Пьер Корнель — французский драматург. Член Французской Академии (1647).
- Людовик XIII — король Франции и Наварры с 14 мая 1610 года. Из династии Бурбонов.
- Джон Мильтон — английский поэт, политический деятель и мыслитель; автор политических памфлетов и религиозных трактатов.
- Рембрандт — нидерландский художник, рисовальщик и гравёр, великий мастер светотени, крупнейший представитель золотого века голландской живописи.
- Абел Тасман — голландский мореплаватель, исследователь и купец. Первым среди известных европейских исследователей достиг берегов Новой Зеландии, Тонга и Фиджи.
- Эванджелиста Торричелли — итальянский математик и физик, ученик Галилея. Известен как автор концепции атмосферного давления и продолжатель дела Галилея в области разработки новой механики.
- Пьер Ферма — французский математик XVII века, один из создателей аналитической геометрии, математического анализа, теории вероятностей и теории чисел. По профессии юрист, с 1631 года — советник парламента в Тулузе. Блестящий полиглот. Сформулировал Великую теорему Ферма.
- Филипп IV — король Испании с 31 марта 1621 года, король Португалии и Алгарве с 31 марта 1621 по 1 декабря 1640 года, как Филипп III, из династии Габсбургов.

## Скончались

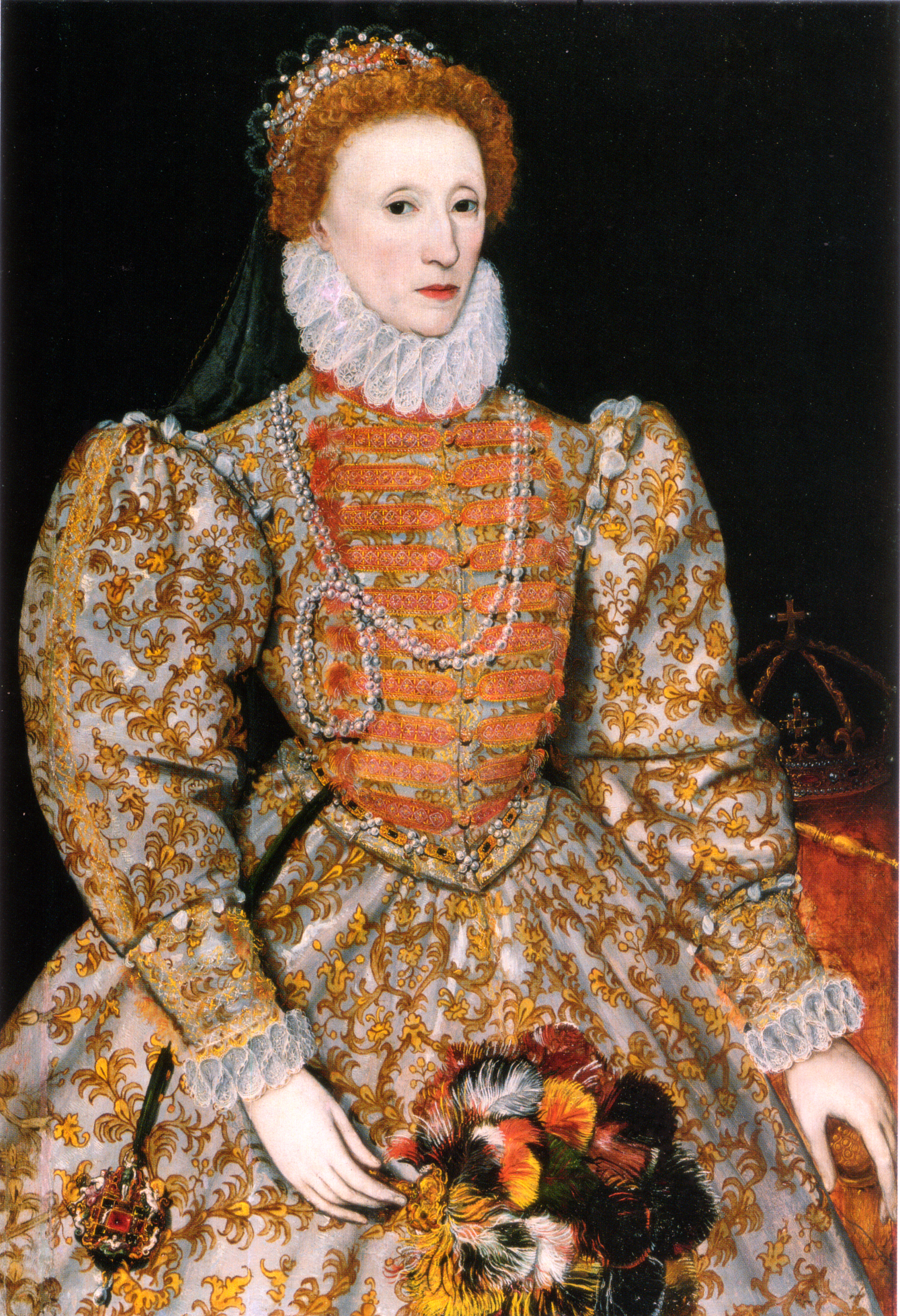
Елизавета I

- Акбар I — третий падишах из династии Великих Моголов, внук Бабура, прямой потомок Тамерлана.
- Борис Годунов — боярин, шурин царя Фёдора I Иоанновича, в 1587—1598 фактический правитель государства, с 17 (27) февраля 1598 года — русский царь.
- Тихо Браге — датский астроном, астролог и алхимик эпохи Возрождения. Первым в Европе начал проводить систематические и высокоточные астрономические наблюдения, на основании которых Кеплер вывел законы движения планет.
- Джордано Бруно — итальянский монах-доминиканец, философ и поэт, представитель пантеизма.
- Франсуа Виет — французский математик XVI века, основоположник символической алгебры. По образованию и основной профессии — юрист.
- Елизавета I — королева Англии и королева Ирландии с 17 ноября 1558, последняя из династии Тюдоров. Она унаследовала престол после смерти сестры, королевы Марии I.
- Климент VIII — папа римский с 30 января 1592 по 5 марта 1605 года.
- Лев XI — папа римский с 1 по 27 апреля 1605 года.
- Мехмед III — 13-й османский султан, преемник Мурада III.
- Гай Фокс — английский дворянин-католик, участник Порохового заговора против английского и шотландского короля Якова I в 1605 году.